# ويستات
ويستات هي شركة خدمات مهنية مملوكة للموظفين. تقع في روكفيل (ماريلاند)، الولايات المتحدة الأمريكية، وتوفر هذه الشركة خدمات بحثية للحكومة الفيدرالية، فضلاً عن الشركات والمؤسسات وحكومات الولايات والحكومات المحلية.

## تاريخها
بدأت شركة ويستات كشراكة في عام 1961 بين المؤسسين إدوارد سي براينت أستاذ جامعي للإحصاء في جامعة وايومنغ، جيمس دالي ودونالد كينج. تم تأسيس الشركة في عام 1963، عمل الدكتور براينت كأول رئيس للشركة حتى عام 1978، ثم تولى جوزيف هانت منصب الرئيس والمدير التنفيذي لمدة 32 عامًا. في مايو 2011، أصبح جيمس سميث والحاصل على درجة الدكتوراه، رئيسًا والرئيس التنفيذي للشركة. في 1 نوفمبر 2017، تم تعيين سكوت رويال رئيسًا يقوم برفع تقاريره إلى جيمس إي سميث، الرئيس التنفيذي.

## الأنشطة البحثية
تجري ويستات دراسات عن الظروف والنفقات الصحية، التحصيل الدراسي ومحو الأمية، العلاجات والنتائج الطبية، حلول إدارة المعلومات والاتصالات.

## ملكية الموظفين
يمكن لجميع الموظفين كسب حصة من الملكية من خلال خطة ملكية أسهم ويستات، ومنذ تقديم الخطة في عام 1977، نمت قيمة حيازات الموظفين.

## التمييز في العمل
اكتشف مكتب برامج الامتثال للعقود الفيدرالية التابع لوزارة العمل أثناء مراجعة مجدولة لأنظمة الشركة في عام 2014، أن الشركة تميز بشكل منهجي ضد 638 امرأة من المتقدمين و 2153 من المتقدمين من أصول أمريكية من أصل أفريقي و 825 من المتقدمين من أصل آسيوي و 35 من المتقدمين للوظائف من أصل إسباني لمحلل أبحاث، محلل مبرمج، جامع بيانات الهاتف، ووظائف جامع البيانات الميدانية، بين 1 أكتوبر 2008 و 30 سبتمبر 2009.
وفقا لمكتب الحكومة الفيدرالية وبموجب شروط التسوية، وافقت ويستات على دفع 1500000 دولار من الأجور المتأخرة والفائدة لجميع المتقدمين المتأثرين، وتقديم 113 عرض عمل لأعضاء الصف الأصلي مع توفر الوظائف والحفاظ على جميع سجلات التوظيف وإجراء عمليات التدقيق الداخلية، وتنفيذ أنشطة التوعية والتوظيف الإيجابي.